# 東京女子大學

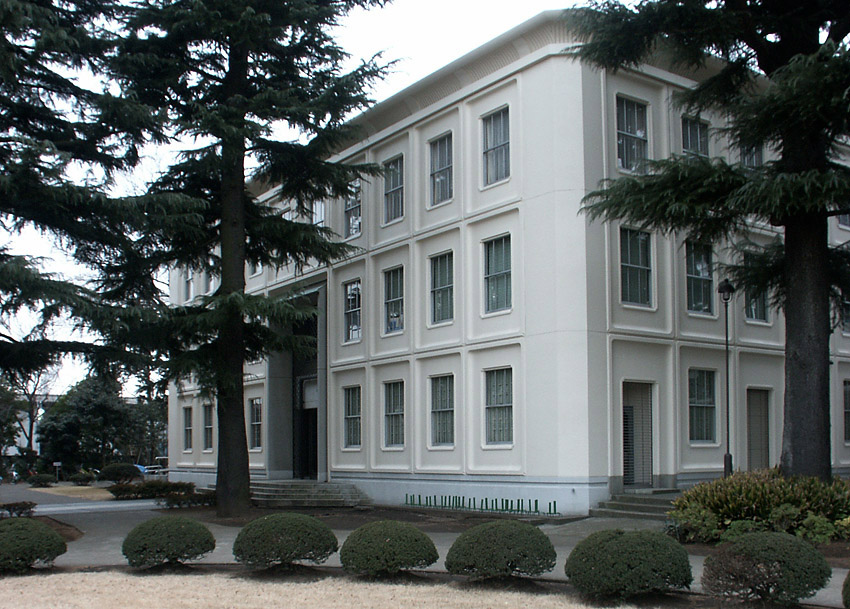
東京女子大學校區的建築

東京女子大學（日語：東京女子大学／とうきょうじょしだいがく）是一所位於日本東京都杉並區的女子私立大學，創立於1918年。

## 學部與學科
- 文理學部
  - 哲學科
  - 日本文學科
  - 英美文學科
  - 歷史學科
  - 社會學科
  - 心理學科
  - 數理學科
- 現代文化學部
  - 傳播學科
  - 地域文化學科
  - 語言文化學科

## 研究所
- 文學研究科
- 理學研究科
- 現代文化研究科
- 人類科學研究科

## 著名校友
- 有吉佐和子
- 瀨戶内寂聽
- 森英惠
- 白光
- 多部未華子
- 今市子
- 原田佳奈
- 近藤麻理惠
- 山本麻里安
- 小池理子

## 外部連結
- 東京女子大學網站 （页面存档备份，存于）